# Eridolius pullus
Eridolius pullus är en stekelart som först beskrevs av Holmgren 1857.  Eridolius pullus ingår i släktet Eridolius och familjen brokparasitsteklar. Arten är reproducerande i Sverige. Inga underarter finns listade i Catalogue of Life.